# Ischnomesus simplex
Ischnomesus simplex är en kräftdjursart som beskrevs av Menzies och George 1972. Ischnomesus simplex ingår i släktet Ischnomesus och familjen Ischnomesidae. Inga underarter finns listade i Catalogue of Life.